# Sherfield on Loddon
Sherfield on Loddon è un villaggio e parrocchia civile dell'Inghilterra, appartenente alla contea dell'Hampshire.